# وائل زقوت
وائل محمد محمود زقوت (31 يوليو 1962 – ) مهندس مدني بيئي فلسطيني، شغل منذ مارس 2024 وحتى مايو 2025 منصب وزير وزارة التخطيط والتعاون الدولي ضمن حكومة محمد مصطفى. شغل سابقًا منصب مدير مجموعة الممارسات العالمية المعنية بسياسة الأراضي والفروق المكانية بالبنك الدولي.

## حياته
درس زقوت في جامعة بيرزيت وجامعة ويسكونسن-ماديسون في الولايات المتحدة.
انضم للعمل في البنك الدولي عام 1994، تركز عمله على برامج سياسة الأراضي وملكية الأراضي في أكثر من 30 دولة.
بين عامي 2007 و2011، عمل مديرًا لقطاع شؤون إدارة المناطق الحضرية والمياه ومخاطر الكوارث في منطقة أوروبا وآسيا الوسطى.
كان مديرًا لمكتب البنك الدولي في اليمن حتى مارس 2015.
في 28 مارس 2024، اعتمد الرئيس محمود عباس التشكيلة الوزارية للحكومة الفلسطينية التاسعة عشرة التي يرأسها محمد مصطفى ومنحها الثقة. وفي 31 مارس 2024، أدى زقوت اليمين القانونية وزيرًا لوزارة التخطيط والتعاون الدولي في مقر الرئاسة الفلسطينية بمدينة البيرة.
كُلف لاحقًا بمهام محافظ دولة فلسطين لدى البنك الإسلامي للتنمية.
في 22 مايو 2025، أعلن مركز الاتصال الحكومي الفلسطيني عن قبول الرئيس عباس استقالة زقوت وذلك لأسباب خاصة.